# Gasthaus zum Adler (Großaitingen)

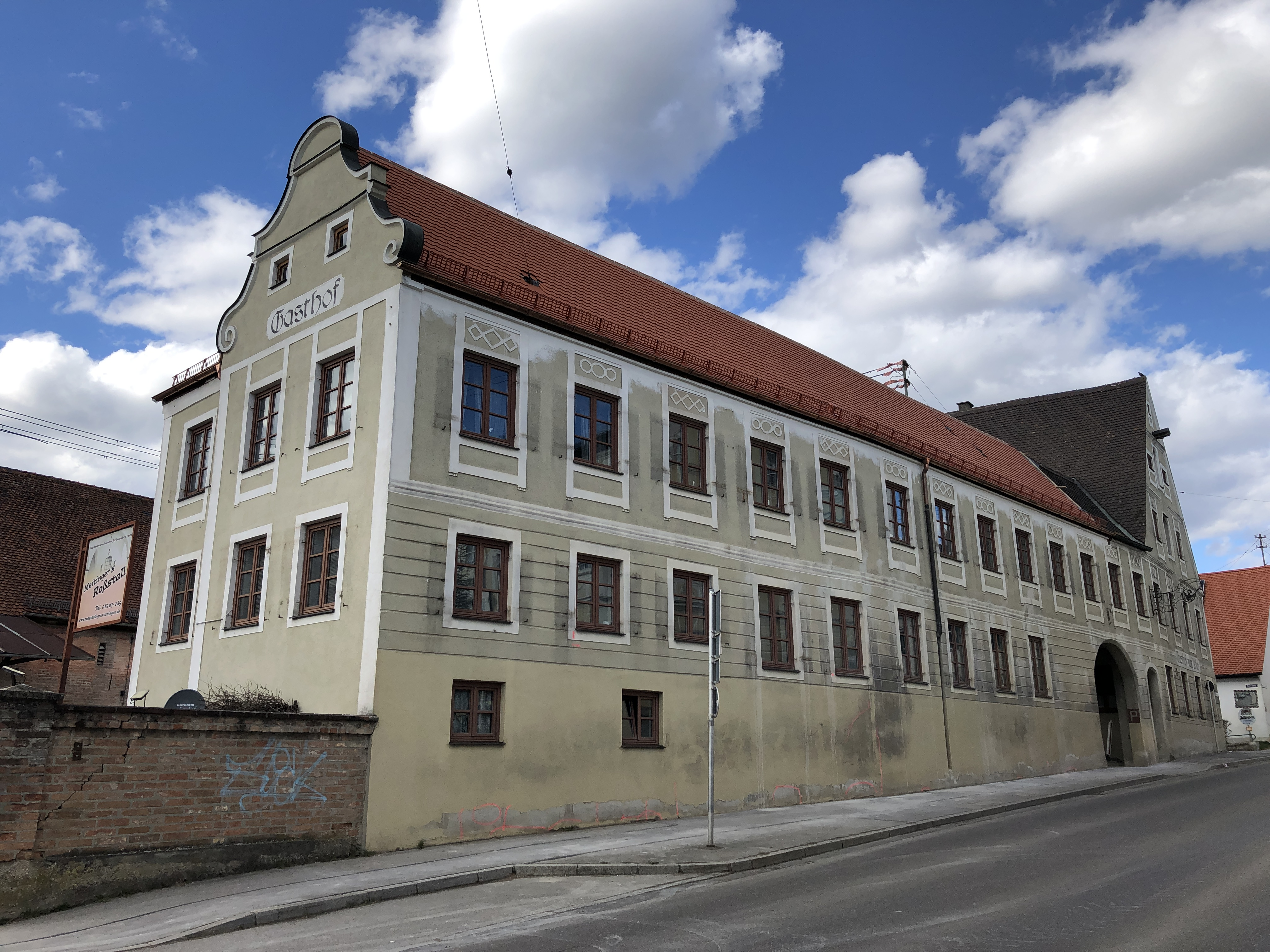
Ehemaliges Gasthaus zum Adler in Großaitingen (2021)

Das Gasthaus zum Adler in Großaitingen, einer Gemeinde im Landkreis Augsburg in Bayern, wurde Ende des 15. Jahrhunderts errichtet. Es befindet sich an der Lindauer Straße 1 und ist ein geschütztes Baudenkmal.

## Geschichte
Der Hauptbau wurde um 1497 als Hofstelle errichtet und erhielt eine Genehmigung zum Bierausschank. Im 18. Jahrhundert wurden der Seitentrakt und ein Anbau ergänzt und das Anwesen entwickelte sich zu einer Gaststätte mit Brauhaus und Lagerkeller. Zeitweise wurden einige Räume auch als Gefängnis genutzt. Später stand das Gasthaus leer und wurde bis 2025 zum reinen Wohnhaus umgebaut.

## Beschreibung
Der zweigeschossige, zwölfachsige Hauptbau besitzt ein Satteldach. Südlich schließt sich ein dreizehnachsiger Seitentrakt mit geschweiftem Giebel und östlichem Einfahrtstor und Fußgängerpforte an. Die Putzgliederungen entstanden Ende des 18. Jahrhunderts.